# 山崎陽子 (歌手)
山崎 陽子（やまざき ようこ）は、日本の歌手。
静岡県富士宮市出身。洗足学園音楽大学音楽学部卒業。夫である山崎孝と共にwai-wai family名義でも活動。

## 経歴
静岡県富士宮市出身。洗足学園音楽大学音楽学部卒業。
1997年よりソロ活動を開始し、これまでに松田聖子、松任谷由実、かとうれいこなどのアーティストのライブやレコーディングなどに参加。また羽島ボーカルアカデミーでボーカル講師を務めた。
ディズニー映画『ビアンカの大冒険（日本語版）』のオープニング曲「ジャーニー」、エンディング曲「明日を夢みて」、挿入歌「誰かが待っている」の歌唱の他、オートバックスモータースポーツCM 「新しい感動」編（2011年）、「心揺さぶる走り」編（2012年）、ARTA編も担当している。
2003年より浜崎あゆみライブでのコーラス担当となり、浜崎のコーラスリーダーも務めた。"プリンセス”とはプリンセス天功のファンだった浜崎が名づけたニックネームであり、2004年のa-nationでのメンバー紹介で突然名づけられたという。
2018年7月7日、夫の山崎孝とのユニット「wai-wai family」の1stアルバム『HOMEMADE』をリリース。2019年6月23日、2nd アルバム『HOMEMADE II」をリリース。
2021年8月14日、配信シングル『夢を叶えるために（AUTOBACS MOTOR SPORTS Medley 2021）』、2022年10月29日、配信シングル『誰かが待っている SOMEONE's WAITING FOR YOU(cover)』をそれぞれリリース。2023年より毎日午後4時に、市内全域の同報無線より山崎が歌う富士宮市歌が流れている。

## ディスコグラフィー
wai-wai family名義

### アルバム
|     | タイトル  | 発売日        | 曲目 |
| --- | --------- | ------------- | --- |
| 1st | HOMEMADE  | 2018年7月7日  | 1. 花 2. 地球はメリーゴーランド 3. 風の中で 4. Sweet Memories 5. バン・バン・バン 6. 白い太陽 7. 上を向いて歩こう 8. Satisfaction |
| 2nd | HOMEMADEⅡ | 2019年6月23日 | 1. 私の好きなもの 2. Songbird 3. Blue Bayou 4. ネムレヌ夜 5. HELP                                                                 |

### 配信シングル
|     | タイトル                                            | 発売日         | 名義                     |
| --- | --------------------------------------------------- | -------------- | ------------------------ |
| 1st | 夢を叶えるために(AUTOBACS MOTOR SPORTS Medley 2021) | 2021年8月14日  | Yoko "princess" Yamazaki |
| 2nd | 誰かが待っている SOMEONE'S WAITING FOR YOU(cover)   | 2022年10月29日 | Yoko "princess" Yamazaki |

## 出演

### CM
- Panasonic デジタルカメラ「LUMIX FX40」TV-CFソング（2009年）

### MV
- 浜崎あゆみ「decision」（2007年）